# Нова Весь (гміна Гарасюкі)
Нова Весь (пол. Nowa Wieś) — село в Польщі, у гміні Гарасюки Ніжанського повіту Підкарпатського воєводства.
Населення — 345 осіб (2011).
У 1975—1998 роках село належало до Тарнобжезького воєводства.

## Демографія
Демографічна структура станом на 31 березня 2011 року:
|          | Загалом | Допрацездатний вік | Працездатний вік | Постпрацездатний вік |
| -------- | ------- | ------------------ | ---------------- | -------------------- |
| Чоловіки | 171     | 30                 | 119              | 22                   |
| Жінки    | 174     | 36                 | 94               | 44                   |
| Разом    | 345     | 66                 | 213              | 66                   |